# Колховен FK-31
Колховен FK-31 (хол. Koolhoven FK-31) је холандски ловачки авион. Први лет авиона је извршен 1922. године. 

Осам авиона је продато Финској, где су остали у наоружању до 1932.
Највећа брзина авиона при хоризонталном лету је износила 255 km/h.
Распон крила авиона је био 13,70 метара, а дужина трупа 7,80 метара.
Овај авион је био прва конструкција Фрица Колховена у служби „Холандске авио-индустрије“ (хол. Nederlandse Vliegtuig Industrie - NVI). Авион, ловац-извиђач је приказан у јавности на аеро-митингу у Паризу 1923. Летне перформансе су се показале као лоше, па је израђен други, знатно побољшан протоип. Француска фабрика Етаблишмент Бискле - де Монже је добил лиценцу. Први и једини француски авион, са ознаком  је изграђен и тестиран, али није уследила поруџбина Француских ваздухопловних снага.

## Наоружање
| Наоружање авиона: Колховен     |     |
| Ватрено (стрељачко) наоружање  |     |
| Топ                            |     |
| Митраљез                       |     |
| Број и ознака митраљеза        | 2   |
| Калибар                        | 7,7 |
| Бомбардерско наоружање (бомбе) |     |
| Ракетно наоружање (ракете)     |     |